# فرودگاه هرایزن (سن آنتونیو)
فرودگاه هرایزن (سن آنتونیو) (به انگلیسی: Horizon Airport (San Antonio, Texas)) یک فرودگاه همگانی بهره‌برداری هوایی است که یک باند فرود چمن دارد و طول باند آن ۷۱۹ متر است. این فرودگاه در شهر سن‌آنتونیو کشور ایالات متحده آمریکا قرار دارد و در ارتفاع ۱۶۸ متری از سطح دریا واقع شده است.